# El idioma español en el ámbito de la ciencia y la tecnología

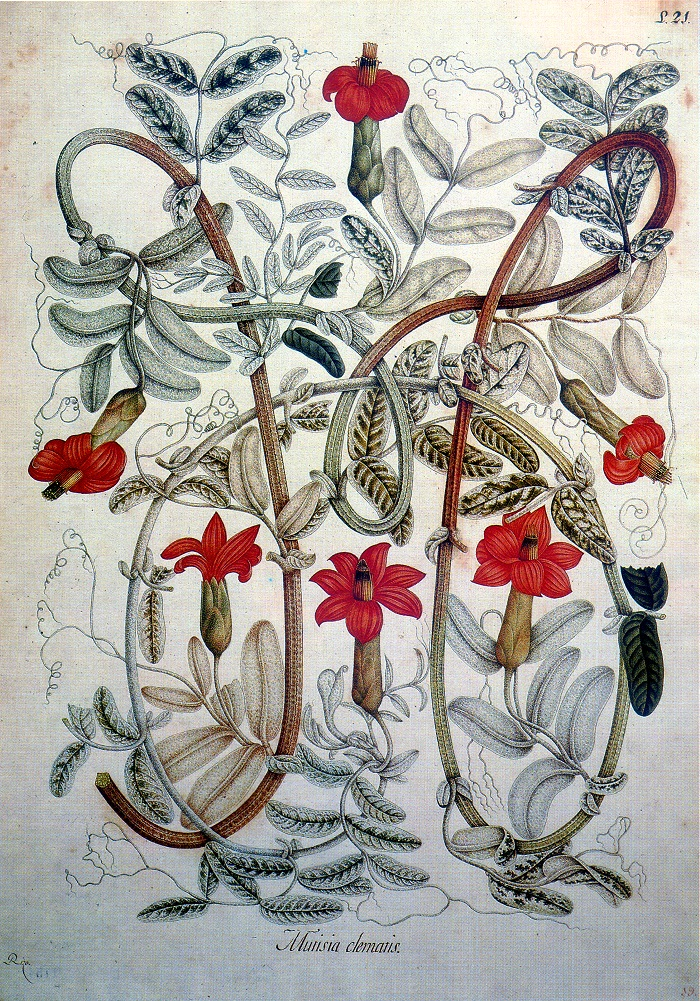
Mutisia clematis. Pintada por Salvador Rizo durante la Real Expedición Botánica del Nuevo Reino de Granada, de José Celestino Mutis, 1783-1808. Acuarela sobre papel.

La lengua española es utilizada en una amplia gama de áreas de la ciencia y tecnología. Aun así dado su gran número de hablantes, la lengua española no presenta prominencia en la escritura científica, con la excepción de las humanidades. 
Como consecuencia, la creación de una nueva terminología en español corresponde más a la traducción de conceptos de otros idiomas que a la elaboración de ideas originales.

## Causas
El idioma español es uno de los muchos idiomas con uso limitado en ciencia y tecnología y una de las principales causas de esto es la hipercentralización de la escritura científica al inglés. Este es un proceso que ha tenido lugar al menos desde que el inglés superó al francés y al alemán como el idioma de la ciencia en la primera mitad del siglo XX.
Una de las causas de la escasa publicación de artículos en español en revistas científicas es el hecho de que los científicos de España tienden a formar, al menos a partir de la década de 2000, más asociaciones con investigadores de otras partes de Europa o Estados Unidos. La colaboración con sus pares latinoamericanos es, en contraste, menos común. Como sucede con otros idiomas, incluido el idioma alemán de importancia histórica, la escritura en español parece limitar el acceso a revistas extranjeras. Las revistas y los artículos en idioma español están sistemáticamente subrepresentados en la base de datos de ISI y obtienen condiciones de inicio desfavorables cuando se evalúan por factor de impacto, una métrica ampliamente utilizada para evaluar revistas científicas.
La política científica de España se ha centrado desde la década de 1980 en promover la difusión internacional de investigaciones desde España sin tener en cuenta qué idioma se usa. Resumiendo la situación de la lengua española en la ciencia, el investigador Álvaro Cabezas escribe: "Ningún científico serio publica sus mejores trabajos en una lengua que no sea el inglés".

## Cifras
Una estimación establece que el porcentaje de publicaciones en castellano sobre ciencias naturales y tecnología es de apenas 0,5% del total global. Este número es bastante bajo teniendo en cuenta que el español es la segunda lengua nativa más hablada del mundo. En las humanidades una estimación similar arroja un resultado del 2.81%.
Un estudio bibliométrico de publicaciones en el tema de "comunicación digital" indexado en Scopus y Web de la ciencia encontró que en ambas bases de datos artículos de lengua española hacen aproximadamente 6,5% del contenido. Notablemente, en estas bases de datos varios artículos publicados en español fueron publicados por autores establecidos en países no hispano parlantes. Una búsqueda en 2014 en Google Académico sobre los términos "biodiversidad" y "conservación" arrojó al español como la segunda lengua con más entradas bastante por debajo del inglés y justo al frente del portugués.
Entre los artículos en español indexados en Scopus de 1996 a 2011, el 10.8% califica como "Ciencias de la vida", el 13.2% como "Ciencias físicas", el 44.4% como "Ciencias de la salud", el 29.6 como "Ciencias sociales, artes y humanidades" y el 2.0% como "multidisciplinario y no definido". Por lo tanto, un mayor porcentaje del contenido en español se publica en "Ciencias de la salud" y "Ciencias sociales, artes y humanidades". Los españoles comparten este rasgo con portugueses, italianos, holandeses y franceses.

## Motivos para promover el español
El investigador Rainer Enrique Hamel señala tres argumentos para promover el uso del español en la ciencia: 
- La diversidad lingüística en la ciencia es buena por razones similares a por qué la diversidad ecológica es buena.
- El uso excesivo del inglés refuerza las relaciones asimétricas indeseables en la ciencia.
- Los académicos de países anglosajones están adoptando malas prácticas, como no leer la investigación en otros idiomas además del inglés, lo que refuerza una situación privilegiada injustificada.[2]